# 九龙河 (黄泥河)
九龙河，旧称喜旧溪，位于中华人民共和国云南省东部，是黄泥河右岸支流，因传说九条黑龙和一条白龙争夺水源而得名。上游称篆长河，发源于富源县墨红镇者竹山，西南流经曲靖市麒麟区独木水库和东山镇，沿陆良县与罗平县界向南进入罗平境内，于阿岗镇安吉村大落水洞处流入地下成为伏流，在师宗县竹基镇小法土村复出地面，南流至竹基镇响水右纳响水河后称“九龙河”。九龙河过他谷村后转向东流进入峡谷地带，东流经罗平县九龙镇的腊庄、江边、关塘、以德和九龙瀑布群风景区，最后于长底布依族乡龙街子入黄泥河。河长156公里，落差1498米，流域面积2304平方公里。